# IDisk
iDisk était un service offert par Apple pour tous les membres MobileMe jusqu'en octobre 2011 où c'est iCloud qui le remplaça. Il permettait de stocker en ligne tout type de documents. Avec un abonnement standard, les utilisateurs disposaient 20 GB de stockage sur leur iDisk.
iDisk était utilisable depuis un ordinateur sous Windows ou Mac OS X, bien qu'il fût mieux intégré à ce dernier. Il était également possible d'avoir accès à l'espace iDisk sous n'importe quel autre système d'exploitation via WebDAV.
Sous Mac OS X, l'espace iDisk apparaît comme un disque dur en réseau monté automatiquement. Depuis Mac OS X v10.3, il était également possible d'utiliser iDisk en mode hors ligne ; la synchronisation était effectuée lorsqu'une connexion était réalisée. Un système de dossiers publics permettait aux utilisateurs de partager leur fichiers personnels avec le monde entier.
L'iDisk est la base d'autres services de MobileMe (anciennement appelé .Mac) comme Galerie Web ou iWeb :
- le dossier « Sites » de l'iDisk contenait les fichiers de la « Homepage », l'outil de création de site web en ligne de MobileMe
- le dossier « Web » de l'iDisk contenait les fichiers créés iWeb qui fait partie de la suite iLife
- le dossier « Software » de l'iDisk contenait les logiciels exclusifs MobileMe, comme GarageBand Jam Packs
- le dossier « Public » de l'iDisk peut être utilisé comme serveur public

Les dossiers « Public », « Sites » et «  Web » étaient les seuls accessibles par tout le monde, mais le dossier « Public » pouvait être protégé par mot de passe via les préférences MobileMe dans Mac OS X.
Même si iDisk n'est plus disponible aujourd'hui, les utilisateurs ayant des versions antérieures à Mac OS X Snow Leopard peuvent encore voir l'icône d'iDisk mais ne peuvent plus utiliser le service. Il faudra aujourd'hui passer à iCloud.

## Sauvegarde
Backup, inclus avec l'abonnement, est un logiciel permettant de sauvegarder le disque local sur l'iDisk.

## Fin d'iDisk
En octobre 2011, Apple remplaça iDisk et MobileMe par iCloud, un service de stockage dans le cloud, avec 5 Go gratuits.

## iCloud Drive
Lors de la WWDC 2014, Tim Cook lança iCloud Drive, un équivalent d'iDisk. Le service permet de synchroniser (par iCloud) vos documents et fichiers via des dossiers accessibles depuis le Finder d'OS X. Il fonctionne à partir d'OS X Yosemite, iOS 8 et est également compatible Windows.